# 让-米歇尔·亨利
让-米歇尔·亨利（法語：Jean-Michel Henry，1963年12月14日—），法国男子击剑运动员。他曾参加1984年、1988年、1992年和1996年四届夏季奥运会，共收获一枚金牌、一枚银牌和两枚铜牌。